# 14821 Motaeno
14821 Motaeno este un asteroid din centura principală de asteroizi.

## Descriere
14821 Motaeno este un asteroid din centura principală de asteroizi. A fost descoperit pe 14 noiembrie 1982 la Kiso de Hiroki Kosai și Kiichiro Hurukawa. Asteroidul prezintă o orbită caracterizată de o semiaxă mare de 2,28 ua, o excentricitate de 0,11 și o înclinație de 3,6° în raport cu ecliptica.